# Operation Provide Hope

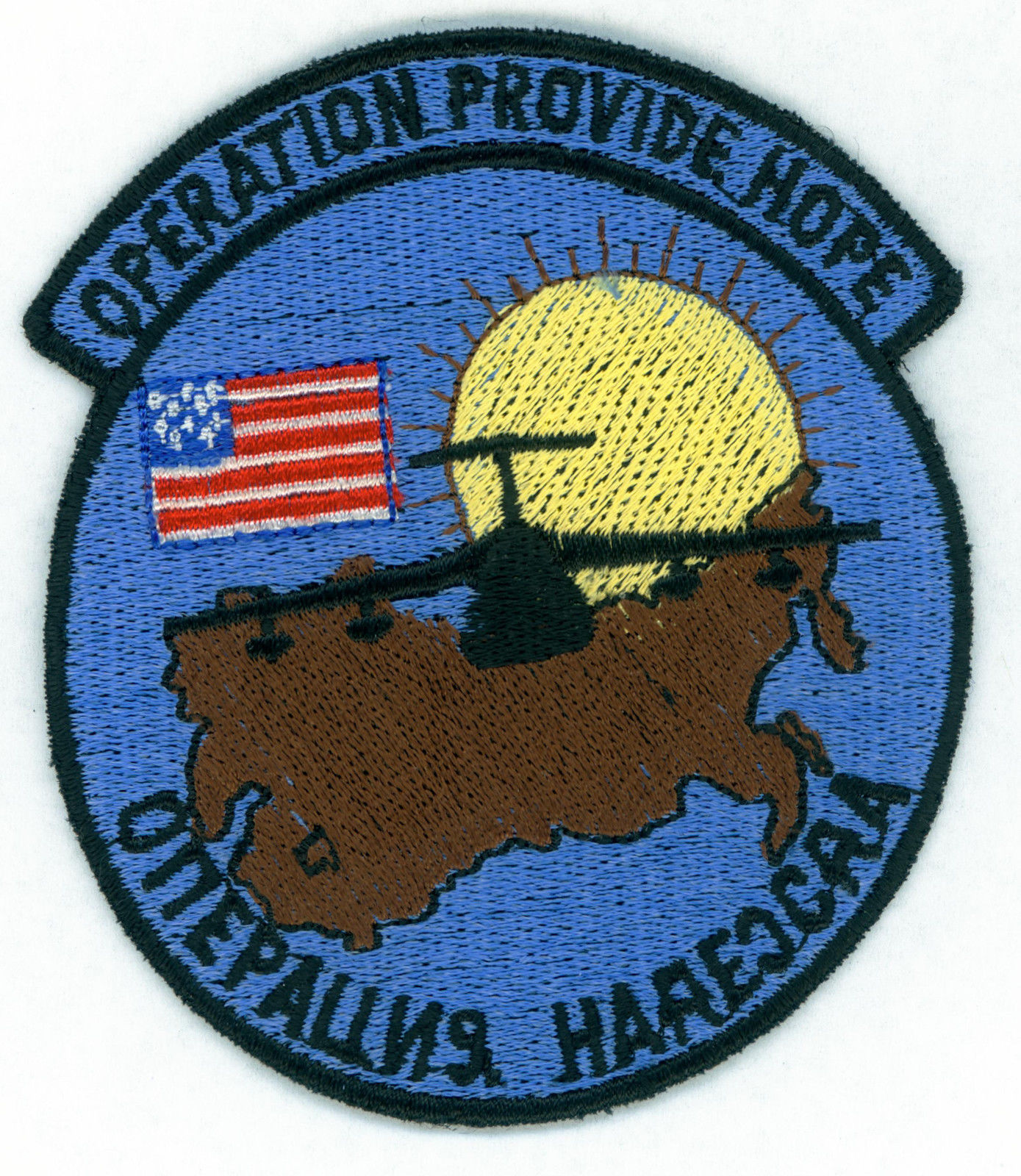
Abzeichen der United States Air Force. Die russische Aufschrift bedeutet „Operation Hoffnung.“

Operation Provide Hope war eine humanitäre Operation westlicher Nationen für die Gemeinschaft Unabhängiger Staaten in den Jahren 1992 bis 2014.

## Hintergrund
Innerhalb der Sowjetunion bedrohte der Augustputsch in Moskau kurzzeitig Präsident Michail Gorbatschow. Nach seiner Wiedereinsetzung führten weitere demokratische Reformen unter Boris Jelzin zum Zerfall der Sowjetunion, die durch die Gemeinschaft Unabhängiger Staaten (GUS) ersetzt wurde. Diese Ereignisse in den frühen 1990er Jahren machten massive humanitäre Einsätze erforderlich. Als die Sowjetunion und ihre Zentralverwaltungswirtschaft 1991 zusammenbrachen, bedrohte die wirtschaftliche Not ihre Bürger mit Unterernährung und Krankheiten. In Erwartung einer eventuellen Beteiligung begannen Agenturen innerhalb der United States Air Force (USAF) sich mit den Lufttransportanforderungen zu befassen und lieferten vom 17. bis 22. Dezember 1991 230 Amerikanische Tonnen (tn. sh.) Lebensmittel und Medizin nach Sankt Petersburg, Moskau, Minsk und Jerewan. Im Februar 1992 organisierten westliche Nationen Hilfsmaßnahmen, die über eine von den Vereinigten Staaten eingerichtete humanitäre Luftbrücke durchgeführt wurden.
Bei seiner Ansprache bei der Eröffnungssitzung der Koordinierungskonferenz zur Unterstützung der GUS in Washington, D.C. am 22. Januar 1992 erklärte Außenminister James Baker den Namen der Operation folgendermaßen:

„Wenn dies ein Krieg wäre, würden wir sie vermutlich „Operation Provide Hope“ nennen. Doch dies ist kein Krieg, um die Aggression zu besiegen, sondern ein Friedenskampf zur Unterstützung der Demokratie und der Freiheit. Denn während die Völker Russlands und der anderen unabhängigen Staaten dringend Nahrung und Treibstoff, und Medikamente und Unterkünfte brauchen, denke Ich noch mehr, dass sie Hoffnung brauchen.“

Auf der Konferenz waren 47 Nationen, 5 internationale Finanzinstitutionen und 7 internationale Hilfsorganisationen vertreten. Japan versprach Nahrungsmittel und Medikamente im Wert von 50 Millionen $ und Saudi-Arabien versprach, nicht gelieferte Hilfe im Wert von 1,25 Milliarden $ freizugeben, die das Land einst den Sowjets versprochen hatte. Präsident Jelzin traf sich in Camp David mit Präsident Bush. Sie kündigten an, dass am 10. Februar ein Notprogramm zur humanitären Hilfe für die ehemaligen sowjetischen Staaten beginnen werde. Jelzin machte am 6. Februar 1992 auf dem Rückweg aus den USA Halt in Paris. Er forderte mehr westliche Hilfe und warnte, dass das Scheitern seines Wirtschaftsprogramms eine russische Diktatur produzieren könnte.
Aufgrund der Nähe zu vielen der GUS-Ländern beauftragte das Verteidigungsministerium das United States European Command (USEUCOM) mit der Leitung des militärischen Teils der Operation und wies das United States Transportation Command an, diese Bemühungen mit seinen großen strategischen Lufttransportern wie die Lockheed C-5 und C-141 zu unterstützen. Das Military Airlift Command (MAC) und die USAFE waren ebenfalls beteiligt. In der ersten Phase der Operation Provide Hope wurden innerhalb von siebzehn Tagen 2274 tn. sh. Lebensmittel und medizinische Hilfsgüter in die ehemaligen sowjetischen Staaten geflogen. Eine zweite Phase namens Provide Hope II mit 182 Missionen folgte von Ende Februar 1992 bis 1993.

## Provide Hope I
Am 23. Januar 1992 kündigte Baker eine Operation für Lieferungen an die GUS an. Diese Ankündigung löste die Operation Provide Hope unter der Schirmherrschaft des Außenministeriums aus, die aus vier Regierungsbehörden und praktisch allen Bereichen des Verteidigungsministeriums bestand. Der Kongress der Vereinigten Staaten stellte 100 Millionen $ für Hilfsmaßnahmen bereit. Große Mengen an Nahrungsmitteln und Medikamenten kamen aus Lagerbeständen, die nach dem Zweiten Golfkrieg zurückgeblieben waren. Überschüssige Lebensmittel, Medikamente und medizinische Verbrauchsmaterialien des Verteidigungsministeriums wurden in Europa in der Erwartung angehäuft, dass die Operation Desert Storm länger dauern könnte, als es tatsächlich der Fall war. Richard Armitage vom Außenministerium und Robert Wolthuis vom Verteidigungsministerium arbeiteten zusammen, um die Bestimmungsorte der Fracht festzulegen, die aus Zeitgründen auf dem Luftweg transportiert werden sollte. Armitage und Wolthuis wollten, dass die meisten Hilfsgüter an Krankenhäuser, Schulen, Waisenhäuser, Gemeinschaftsunterkünfte und Seniorenzentren gehen. General Hansford T. Johnson vom MAC beauftragte Oberst John B. Sams Jr., den Kommandeur des 60. Luftbrückengeschwaders, mit der Leitung der ersten Phase der Operation mit der Bezeichnung Provide Hope I.
Am 10. Februar 1992 nahm Baker auf der Rhein-Main Air Base an der Zeremonie zur Einweihung der ersten Flüge teil. Flugzeuge wie die Lockheed C-141 und C-5 transportierten vom 10. bis zum 27. Februar 1992 2274 tn. sh. Lebensmittel und medizinische Hilfsgüter in 24 Städte in 11 ehemaligen sowjetischen Staaten. Der Großteil waren Lebensmittel, die aus Lagerhäusern in Pisa (Italien) und Rotterdam (Niederlande) stammten. Die restlichen Vorräte waren medizinischer Art. Die Ladung kam vom Army Medical Materiel Center in Pirmasens, und aus dem Vereinigten Königreich. Außerdem kamen auch Vorräte aus Belgien, Kanada, Frankreich, Indien, Japan, Luxemburg, den Niederlanden, Norwegen, Oman, Pakistan, Portugal, Katar, Spanien, der Türkei und den Vereinigten Arabischen Emiraten. LKW-Konvois transportierten die Lebensmittel und medizinischen Hilfsgüter zu drei Lufthäfen für die weitere Verladung: Die Rhein-Main Air Base in Deutschland und die Incirlik Air Base und die Ankara Air Station in der Türkei. Von diesen Missionen gingen 22 nach Russland; je 7 nach Armenien und Kasachstan; 5 in die Ukraine; je 4 nach Turkmenistan, Aserbaidschan, Tadschikistan und Usbekistan; jeweils 3 Flüge nach Kirgisistan und die Republik Moldau; und 2 nach Belarus. Die Heilsarmee überwachte die Verteilung der Vorräte im Raum Moskau.
Provide Hope I hatte einige Probleme. US-amerikanische Flugbesatzungen sahen sich mit einzigartigen Komplikationen konfrontiert, die sich aus dem Einsatz in Ländern ergaben, die nie damit gerechnet hatten, US-Militärflugzeuge zu unterstützen. Bei einigen Flügen wurden Entfernungen von mehr als 3.000 Meilen zurückgelegt. Aufgrund des Mangels an Materialtransportausrüstung an einigen Standorten mussten einige C-141 zusätzliches Personal zum Entladen des Flugzeugs befördern, und die C-5 mussten Gabelstapler transportieren. Auf einigen abgelegenen Flugplätzen fehlten Nachtnavigationseinrichtungen, sodass Landungen und Starts nur bei Tageslicht geplant werden konnten. Eine C-141 erlitt bei der Landung in Moskau am 21. Februar platte Reifen im Hauptfahrwerk. Undichte Schläuche, das Fehlen von Feuerlöschgeräten und rauchendes Personal bedrohten manchmal das Auftanken am Boden. Auch der Mangel an Enteisungsausrüstung in einigen Städten gefährdete die Sicherheit des Einsatzes. Im Bereich einiger Rollwege kamen den Flugzeugen Menschen und Tiere in die Quere.
Obwohl über die Operation Provide Hope im Allgemeinen positiv in der Presse berichtet wurde, gab es einige negative Kommentare zu den symbolischen Aspekten des Unterfangens. Die meisten dieser Kommentare kamen aus den USA und Westeuropa. Sie bezogen sich darauf, dass die Operation Provide Hope nicht in der Lage war, 280 Millionen Menschen zu ernähren. Laut Armitage wurde in der Lufttransportphase der Operation Provide Hope versucht, die Hilfe gezielt auf bedürftige Institutionen auszurichten, und auf gut sichtbare und dramatische Weise die Unterstützung der USA für die Menschen in neuen Staaten zu demonstrieren, die schmerzhafte Veränderungen durchmachen. Die Teilnahme der Türkei und Japans machte es einfacher, Städte im Kaukasus, in Zentralasien und im fernen Osten Russlands zu erreichen. Die russische Führung freute sich besonders darüber, dass Lebensmittel und Medikamente in einige schwer erreichbare Städte in Sibirien, im Ural und im hohen Norden gebracht werden konnten. Die anderen Berichte aus den Staaten waren positiv, und viele sagten, diese US-amerikanischen Hilfsflüge seien die ersten humanitären Lieferungen, die sie erhalten haben. Der russische Präsident Boris Jelzin, der davor gewarnt hat, dass Russland ohne nennenswerte westliche Hilfe einer neuen Diktatur gegenüberstehen könnte, versuchte, einige der negativen Kommentare über die Operation Provide Hope herunterzuspielen, deren Kritiker darauf hinwiesen, dass die Fanfare, die sie umgibt, ihre Wirksamkeit übersteigt. „Wir können es nicht beurteilen“, sagte Jelzin dem russischen Fernsehen. „Wir müssen einfach „Danke“ sagen, egal, um welche Hilfe es sich handelt. Es kann hier also keine Zufriedenheit oder Unzufriedenheit geben, sondern lediglich Dankbarkeit.“ Die Tageszeitung Iswestija stellte fest, dass der US-amerikanische Beitrag „sehr, sehr gering“ sei, meinte aber, er könne als „Probe“ für größere Operationen dienen. „Es kann auch als eine Art Test unserer Ehrlichkeit und Fähigkeit angesehen werden, die Hilfe nur an die wirklich Bedürftigen zu verteilen.“ Laut Tom McClain, dem Piloten einer C-5, die Vorräte nach Semei lieferte, sind „[wir] außergewöhnlich freundschaftlich empfangen worden und haben festgestellt, dass sich die Völker unabhängig von der Haltung ihrer Politiker verständigen können.“

## Weitere Phasen
Provide Hope I legte den Grundstein für Provide Hope II, einer größeren Hilfsaktion. In den folgenden Phasen von Provide Hope wurde der Hilfsfluss fortgesetzt, wobei mehr auf das Volumen des Seetransports und des Landtransports als auf die Geschwindigkeit des Lufttransports geachtet wurde. Das USEUCOM überwachte Provide Hope II, wodurch 1992 über 19.000 tn. sh. Lebensmittel und medizinische Hilfsgüter auf dem Land-, See- und Luftweg in die GUS geliefert wurden. Die Lufttransportmissionen wurden größtenteils von der USAF geflogen, einige auch von kommerziellen Fluggesellschaften unter Vertrag. Die erste Lufttransportmission lieferte am 29. Februar 75 tn. sh. Lebensmittel und Medikamente nach Moskau. Am 24. April wurden 12 Paletten mit Medikamenten und medizinischen Hilfsgütern mit einem Gewicht von 24 tn. sh. von der Rhein-Main Air Base nach Minsk eingeflogen. Fünf Tage später wurden 14 tn. sh. Lebensmittel und medizinische Hilfsgüter nach Tiflis, der Hauptstadt Georgiens, transportiert, wo interne Unruhen die Einsätze von Provide Hope I verhindert hatten.
Indem Provide Hope den Menschen in den ehemaligen sowjetischen Staaten dabei half, sich vom Kommunismus zu „erholen“, förderte es die Interessen der Vereinigten Staaten. Senator Patrick Leahy sagte bei einer Anhörung von Senatskomitees im Kongressausschuss im Mai 1992, dass die US-Amerikaner durch mehr als nur Wohltätigkeit dazu motiviert seien, der ehemaligen Sowjetunion zu helfen. Ihre Nachfolgestaaten verfügten über 30.000 Atomwaffen und 3 Millionen kampfbereite Militärangehörige. Wenn die Atomwaffen zerstört und ihre Armeen demontiert würden, würde dies den Verteidigungshaushalt in Höhe von 300 Milliarden $ für wichtige inländische Bedürfnisse und den Defizitabbau freimachen. Der Umbruch in der ehemaligen Sowjetunion bot laut Leahy eine Chance zur Förderung eines friedlichen Übergangs von einer totalitär-kommunistischen Sowjetunion zu einer demokratischen Gemeinschaft Unabhängiger Staaten und einem modernen Partner in der Gemeinschaft der Nationen. Für Senator Kent Conrad war es wichtig sicherzustellen, dass die Sowjets sich an der Abrüstung beteiligen und dass sie auch ihre Bemühungen, anderen Staaten zu helfen, die den Vereinigten Staaten feindlich gegenüberstehen, zurückfahren. Senator Dennis DeConcini hatte Bedenken über die Hilfe für Russland während dessen Truppen weiterhin andere Republiken und die Baltischen Staaten besetzten. Aus der Sicht der Kommission über Sicherheit und Zusammenarbeit in Europa, deren stellvertretender Vorsitzender er zu dieser Zeit war, konnte er kaum oder gar keine Bemühungen beobachten, einen ernsthaften Versuch zu unternehmen, diese Truppen abzuziehen.
Bezüglich der Hilfe für Frauen war Operation Provide Hope laut Armitage auf drei Entwicklungen bedacht: Die Auswirkungen von Preissteigerungen auf Menschen mit festem Einkommen, von denen die meisten Frauen waren, der Anstieg der Arbeitslosigkeit als Folge des Zusammenbruchs des kommunistischen Systems und des Verschwindens von Sozialleistungen wie Tagesbetreuung und Gesundheitsdiensten, die hauptsächlich von Frauen genutzt wurden. In den Übergangsprojekten zur Unterstützung der GUS würden Frauen von Anfang an als vollwertige Teilnehmerinnen und Begünstigte einbezogen. Im Rahmen der Krankenhauspartnerschaften zwischen den USA und der GUS sollten Patientinnen im Programm ein Screening zur Früherkennung von Brust- und Gebärmutterhalskrebs erhalten. Außerdem unterstützte das International Republican Institute eine Konferenz in Moskau, die die Rolle der Frau in der Politik untersuchte und förderte und bei der Vertreterinnen und Vertreter aller ehemaligen sowjetischen Staaten eingeladen wurden.

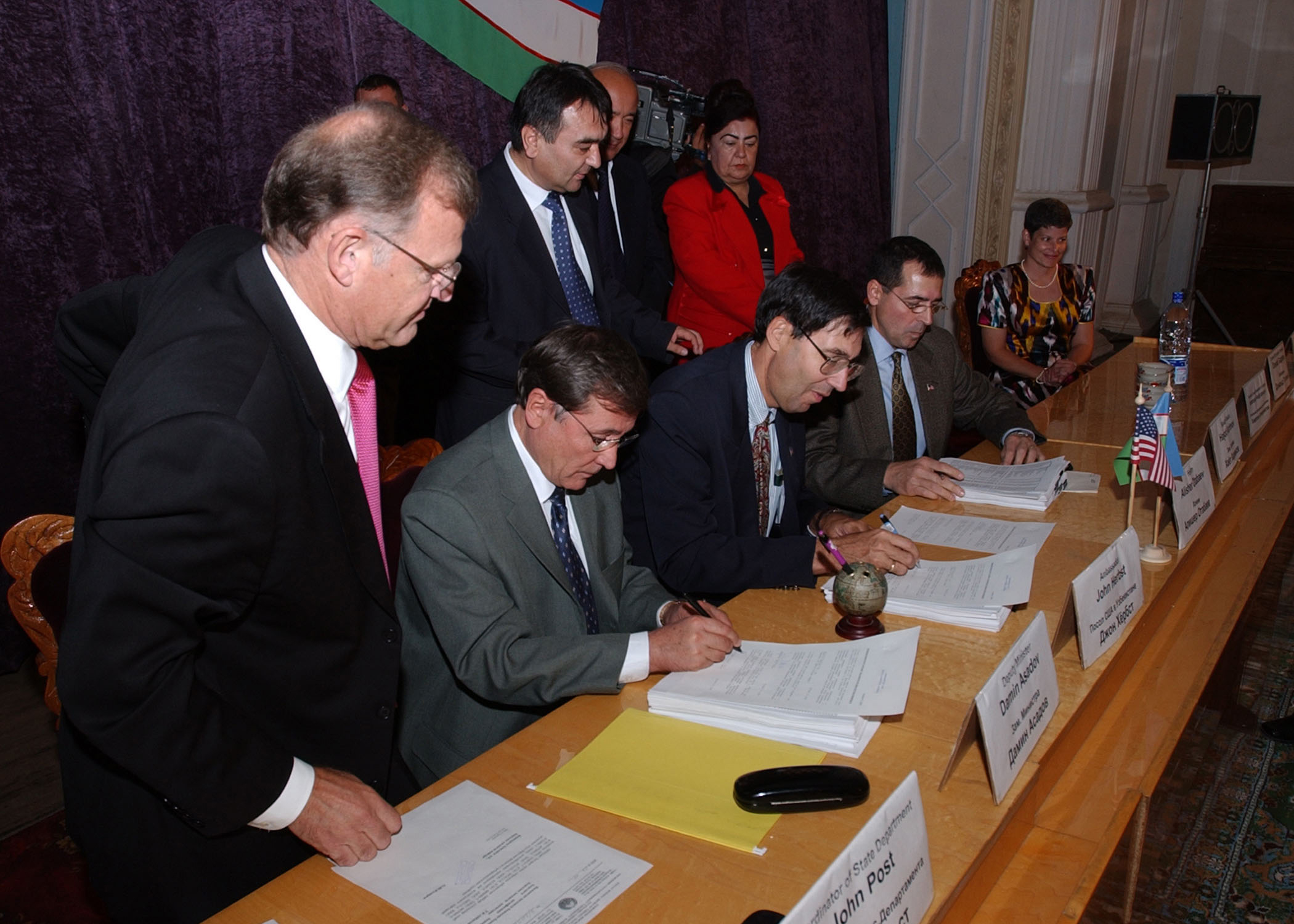
John E. Herbst, der US-Botschafter in Usbekistan, und Hakim Atabajew, der Bürgermeister von Fargʻona, unterzeichnen die offiziellen Übergabedokumente zwischen Usbekistan und den USA (2002).

Nach dem anfänglichen Erfolg der ersten beiden Phasen verabschiedete der US-Kongress Mitte Oktober 1992 den Freedom Support Act, um die Unterstützung für die neuen unabhängigen Staaten auf dem Übergang zur demokratischen Regierungsführung aufrechtzuerhalten.
Provide Hope III begann im Oktober 1992. Von den 165 Luftbrückenflügen von Provide Hope II & III zwischen Ende Februar 1992 und Mai 1993 flogen Militärtransporter der USAF 135 Missionen: 94 mit der C-141, 36 mit der C–5 und 5 mit der Lockheed C-130. Die Lufttransportmissionen von Provide Hope III wurden über Mai 1993 hinaus fortgesetzt. Bis September hatten die USAF und Verkehrsflugzeuge über 6000 tn. sh. Fracht in die GUS befördert. Das Air Mobility Command (das Mitte 1992 das MAC ersetzte), Flugzeuge der USAFE und des Air Force Reserve Command beförderten mehr als 4400 tn. sh. Im Oktober 1993 begann die vierte Phase von Provide Hope, die bis September 1994 andauerte. Weitere Phasen folgten, als Provide Hope zu einem laufenden Betrieb wurde. Im Juni 1997 flog die USAF ihre fünfhundertste Provide Hope-Mission. Von August bis Oktober 2002 wurden Medikamente und Sanitätsbedarf, wie Röntgen-, Labor- und Sterilisationsgeräte, und Bandagen, Nadeln und Nähte im Wert von 51,5 Millionen $ nach Usbekistan geliefert.
Von Oktober 2009 bis Oktober 2010 fand die erste Operation Provide Hope-Mission nach Simferopol statt. Sie wurde von der USAF und dem US Army Medical Logistics Command durchgeführt und bestand aus 96 13 Meter langen Lastwagen mit Ausrüstung im Wert von 22,5 Millionen $ für sieben große medizinische Krankenhäuser und zwei große Zahnkliniken, von denen eine eine Lehrklinik ist. Die tausendste und letzte Mission fand im Mai 2014 statt. Einige der unterstützten GUS-Staaten wurden zu wichtigen Partnern der USA in der Region.